# Roberta Anastase

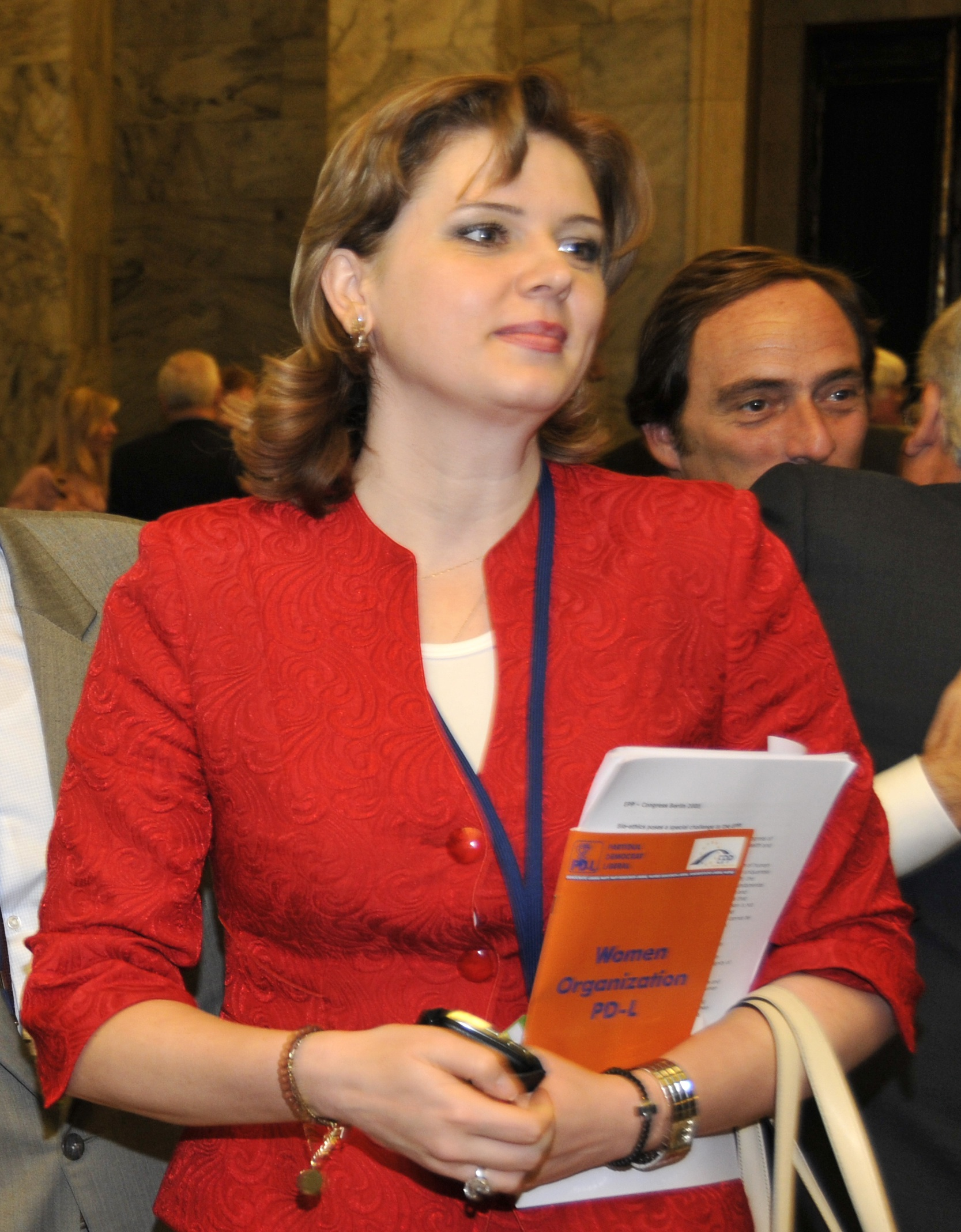
Roberta Anastase (2011)

Roberta Alma Anastase (* 27. März 1976 in Ploiești, Kreis Prahova) ist eine rumänische Politikerin und ein ehemaliges Mitglied des Europäischen Parlaments für die Partidul Democrat (PD) bzw. für die Partidul Democrat-Liberal (PD-L).

## Leben
Anastase besuchte bis 1994 die Schule in ihrer Heimatstadt (Liceul Teoretic Mihai Viteazul). 1994 wurde sie zur Miss Rumänien gewählt und repräsentierte ihr Land beim Miss-Universe-Wettbewerb. Im Anschluss studierte an der Fakultät für Soziologie, Psychologie und Sozialarbeit und an der Fakultät für Politikwissenschaften (Europäische Studien) der Universität Bukarest. Anschließend war sie von 1996 bis 1999 als Generaldirektorin und später (1999/2000) als Direktorin der PR-Abteilung der Handelsgesellschaft Cibela tätig, deren Pleite zwei rumänische Banken mit sich riss. Sie wechselte dann beruflich in die Politik und wurde danach ministerielle Beraterin im Verkehrsministerium (Juni–Dezember 2000) bei Traian Băsescu sowie Expertin im rumänischen Parlament (Januar–Mai 2001). Von 2002 bis 2004 war sie ein weiteres Mal als Generaldirektorin einer Handelsgesellschaft beschäftigt.

## Politik
Roberta Anastase war ab Oktober 2001 Mitglied der Jugendorganisation der Partidul Democrat (PD), für die sie viele verschiedene Funktionen ausübte. Sie wurde im November 2000 Kandidatin der PD für die Abgeordnetenkammer im Wahlbezirk Bukarest, konnte aber noch nicht ins Parlament einziehen. Innerhalb ihrer Partei wurde sie ab Oktober 2001 Stellvertretende Bezirksvorsitzende der PD in Ploiești sowie ab Oktober 2001 im Kreis Prahova (Februar 2006 als erste Vorsitzende). Sie übernahm auch das Amt der stellvertretenden Vorsitzenden der Organisation der demokratischen Frauen. Von 2001 bis 2003 war sie Vizepräsidentin des rumänischen Jugendrates und von 2002 bis 2003 Mitglied der gemeinsamen Kontrollgruppe des rumänischen Jugendrates und des Ministeriums für Jugend und Sport. Im Rumänischen Parlament war sie Mitarbeiterin des Unterausschusses für Chancengleichheit der Abgeordnetenkammer.
Seit Mai 2003 war Anastase Vorstandssekretärin der PD und Kandidatin für die Abgeordnetenkammer auf Listenplatz eins der Allianz Gerechtigkeit und Wahrheit im Wahlbezirk Prahova. Im Dezember 2004 wurde sie daraufhin Abgeordnete im rumänischen Parlament (Camera Deputaților) und ab September 2005 Beobachterin im Europäischen Parlament.
Im Zuge der Aufnahme Rumäniens in die Europäische Union gehörte sie von 2007 bis 2008 dem Europäischen Parlament an und war dort Mitglied in der Fraktion der Europäischen Volkspartei (Christdemokraten) und Europäischer Demokraten. Für ihre Fraktion saß sie dort als Mitglied im Ausschuss für auswärtige Angelegenheiten sowie in der Delegation für die Beziehungen zu den Golfstaaten, einschließlich Jemen. Als Stellvertreterin war sie im Ausschuss für Kultur und Bildung, im Unterausschuss Menschenrechte sowie in der Delegation in den Parlamentarischen Kooperationsausschüssen EU-Armenien, EU-Aserbaidschan und EU-Georgien vertreten.
Nach den Parlamentswahlen 2008, bei denen sie für ihre inzwischen in Partidul Democrat Liberal (PD-L) umbenannte Partei ein Mandat errang, wurde sie am 19. Dezember 2008 zur Vorsitzenden der Abgeordnetenkammer gewählt. Sie übte dieses Amt bis 2012 aus, als sie abgewählt wurde.

## Ehrungen
Sie besitzt die Ehrenbürgerschaften des US-Bundesstaates Nebraska sowie der Stadt District Heights in Maryland.